# Walter Benet
Walter Benet foi o arquidiácono de Wilts desde a sua colação em 7 de março de 1610 até à sua morte em 30 de julho de 1614.
De Somerset, ele foi educado no New College, Oxford. Ele possuiu residências em Little Wittenham e Minety.